# کمتیژیا
کَمتِیژیا یا کامتاسیا یا کمتازیا (به انگلیسی: Camtasia، /kæmˈteɪʒə/) یک نرم‌افزار تولید محتوای ویدیویی است که توسط شرکت Techsmith ایجاد شده و در حال توسعه است. این نرم‌افزار شامل دو جزء اصلی است.
1. ضبط کننده کمتیژیا (Camtasia Recorder) یک ابزار ضبط صدا و فیلم از روی صفحه مانیتور است
2. ویرایشگر کمتیژیا (Camtasia editor) یک ابزار کلی و مهم محسوب می‌شود که کاربر با استفاده از آن می‌تواند به مدیریت افزودن محتوا متن و صدا جلوه‌های ویژه در ردیف‌های گسترده و طبقه‌بندی شده بپردازد.

## ضبط کننده کمتیژیا
کمتیژیا یک نرم‌افزار رایگان است که توسط آن کاربر می‌تواند به ضبط فیلم از صفحه رایانه خود بپردازد یا به ساخت کلیپ‌های نمایشی یا از نحوهٔ تنظیم یک فایل پاورپوینت فیلم تولید کند سپس می‌تواند یک فایل با تمام تنظیمات انجام شده داشته باشد که با پسوند .tscproj ثبت می‌شود البته در کنار این فایل یک فایل دیگر وجود دارد که فیلم ضبط شده از صفحه نمایش یا فیلم ساخته شده در آن قرار می‌گیرد و با پسوند .trec ثبت می‌شود کاربر برای اجرای تنظیمات در زمان‌های بعدی به هر دو فایل نیاز خواهد داشت البته اگر فایل حاوی تنظیمات و تغییرات ایجاد شده به هر دلیل حذف گردد ولی فایل حاوی فیلم موجود باشد کاربر می‌تواند دوباره پروژه خود را از ابتدا بسازد. در این نرم‌افزار کتاب‌خانه ای از جلوه‌ها و صداها قرار دارد که به کاربر برای زیباسازی محتوای تولیدی کمک می‌کند ولی در هر نسخه از این نرم‌افزار جلوه‌ها و صداهای متفاوتی قرار دارد که فقط در همان نسخه از نرم‌افزار قابل استفاده هستند.
پسوندهای مورد استفاده در نرم‌افزار:
1. Trec
2. Tscproj
3. pptx
4. zip
5. Tscdf
6. swf
7. mp4
8. mp3
9. WmV
10. Wma
11. Avi
12. WaV
13. MPEG-2
14. MPEG-4